# Mats Helmfrid

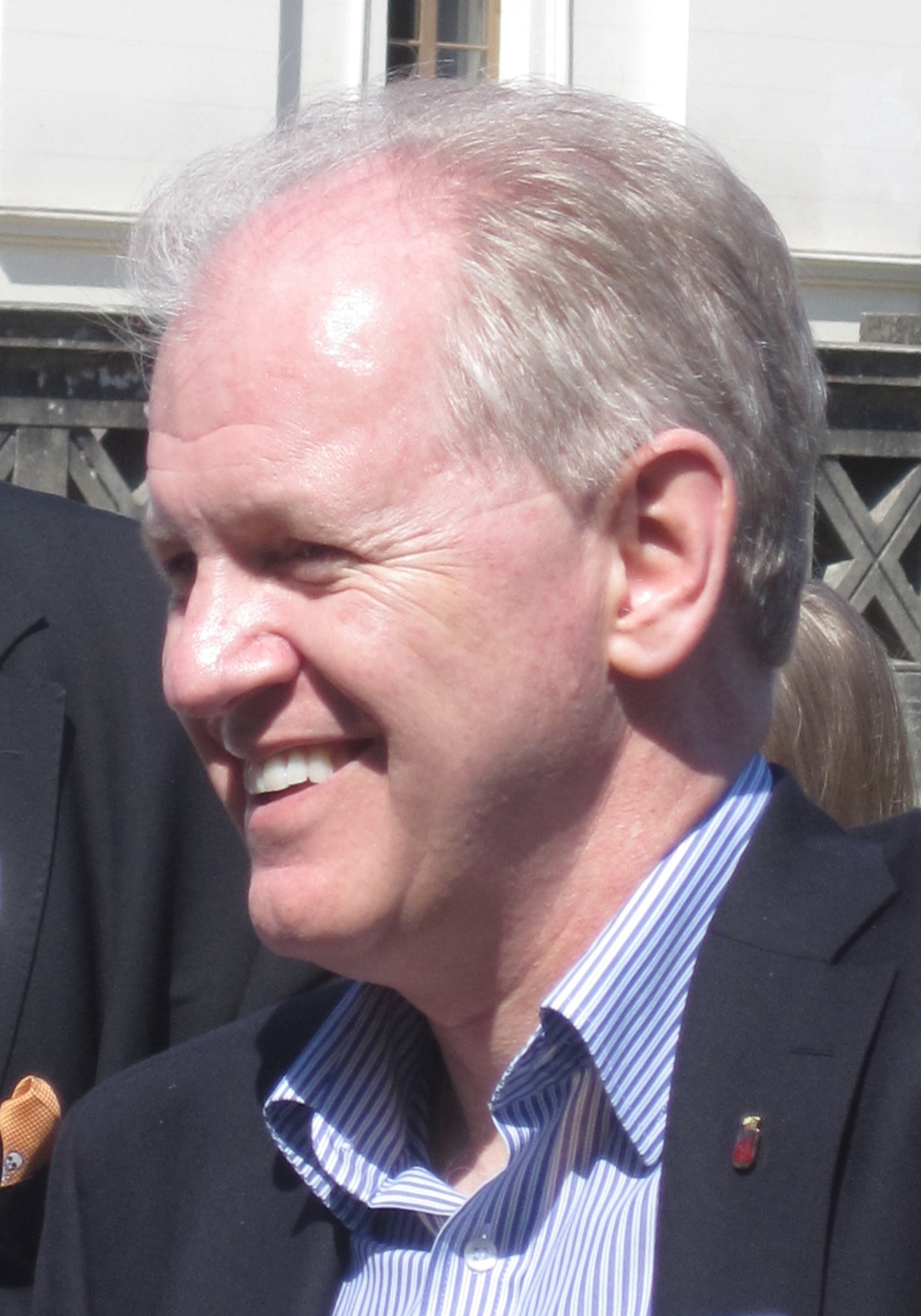
Mats Helmfrid 2012.

Mats Helmfrid, född 10 januari 1959 i Katarina församling, Stockholm, är en svensk politiker. 2006 till 2014 var Helmfrid kommunstyrelsens ordförande i Lunds kommun.
Helmfrid har varit politiskt aktiv i Lunds kommun sedan 1980. Efter valet 1982 valdes han in i kommunfullmäktige, och 1985 kom han in kommunstyrelsen där han sedan suttit oavbrutet. I samband med valet 2006 valdes Lunds tidigare moderatledare Christine Jönsson in i riksdagen samtidigt som de borgerliga återfick makten i Lunds kommun.
Under sin tid som kommunstyrelsens ordförande har Helmfrid bland annat verkat för att det ska byggas en spårvägslinje  i Lund.
I oktober 2018 blev Helmfrid kommunfullmäktiges ordförande i Lund.